# بورنک
بورنک (به آلمانی: Börnecke) یک منطقهٔ مسکونی در آلمان است که در بلنکنبورگ (هارتس) واقع شده‌است. بورنک ۵۹۴ نفر جمعیت دارد.